# Монастиршчински рејон
Монастиршчински рејон (рус. Монастырщинский район) административно-територијална је јединица другог нивоа и општински рејон на западу Смоленске области, у европском делу Руске Федерације.
Административни центар рејона је варошица Монастиршчина. Према проценама националне статистичке службе, на подручју рејона је 2014. живело 9.548 становника.

## Географија
Монастиршчински рејон обухвата територију површине 1.513,75 км² и на 17. је месту по површини међу рејонима Смоленске области. Граничи се са Красњенским рејоном на северозападу, са Смоленским на североистоку, на истоку је Починковски рејоном, на југоистоку Хиславички рејон. На југозападу и западу се граничи са Републиком Белорусијом, односно са Горкијским и Мсциславским рејонима Могиљовске области.
Највећи део територије Монастиршчинског рејона налази се на подручју благо заталасаног Смоленског побрђа (микроцелина Смоленско-красњенско побрђе), на хидролошком развођу река Сож и Дњепар, док су јужни делови у низијском подручју уз реку Сож. Најважнија река која протиче готово централним делом рејона је Вихра (десна притока Сожа).
Под шумама је око 11% територије рејона, док је највећи део земљишта култивисан.

## Историја
Рејон је успостављен 1929. године.

## Демографија и административна подела
Према подацима пописа становништва из 2010. на територији рејона је живело укупно 10.778 становника, а око40% популације је живело у административном центру рејона. Према процени из 2014. у рејону је живело 9.548 становника, или у просеку 8,24 ст/км².
| 1959. | 1970. | 1989.  | 2002.  | 2010.  | 2014.  |
| ----- | ----- | ------ | ------ | ------ | ------ |
| ---   | ---   | 17.559 | 13.876 | 10.778 | 9.548* |

Напомена: према процени националне статистичке службе.
Административно, рејон је подељен на подручје варошице Монастиршчина (чија територија уједно има статус градске општине), а која је уједно и административни центар рејона и на још 9 сеоских општина.